# Biosfeerreservaat Zwarte Zee
Het Biosfeerreservaat Zwarte Zee (Oekraïens: Чорноморський біосферний заповідник; Russisch: Черноморский биосферный заповедник) is gelegen in de oblast Cherson en Oblast Mykolajiv van Oekraïne. Het gebied werd op 14 juli 1927 tot staatsreservaat benoemd per resolutie van de Raad van Volkscommissarissen van de Sovjet-Unie. Op 25 november 1983 werd besloten om het gebied om te zetten naar een biosfeerreservaat. In 1985 volgde de toevoeging van het gebied aan de lijst van biosfeerreservaten onder het Mens- en Biosfeerprogramma van UNESCO. Het doel is het ecosysteem van het Biosfeerreservaat Zwarte Zee te beschermen, het ontwikkelen van wetenschappelijke kennis voor het behoud van het gebied en het doen van ecologische onderzoeken.

## Flora en fauna
Het Biosfeerreservaat Zwarte Zee bestaat uit vijf deelgebieden op het vasteland, enkele eilanden, de Jahorlytskabaai en de Tendrivskabaai. Beide baaien vallen onder de Conventie van Ramsar als watergebied van internationaal belang. Op het schiereiland Jahorlytsky Koet en Potiïvska zijn voorbeelden van de Pontisch-Kaspische Steppe te vinden. Hier kunnen typische steppevogels als grote trap (Otis tarda) en kleine trap (Tetrax tetrax) en zoogdieren als bobakmarmot (Marmota bobak) worden gevonden. Ook zijn er bijzondere planten te vinden als Tulipa suaveolens, Pulsatilla pratensis en moerasorchis (Anacamptis palustris). In de baaien zijn strandplevieren (Charadrius alexandrinus), steltkluten (Himantopus himantopus) en roze pelikanen (Pelecanus onocrotalus) te vinden en op de eilanden broeden schaarse of zeldzame vogelsoorten als reuzenzwartkopmeeuw (Ichthyaetus ichthyaetus), dunbekmeeuw (Chroicocephalus genei), dwergstern (Sternula albifrons), reuzenstern (Hydroprogne caspia), lachstern (Gelochelidon nilotica) en grote stern (Thalasseus sandvicensis). Het is bovendien de enige plek in de voormalige Sovjet-Unie waar zwartkopmeeuwen (Ichthyaetus melanocephalus) broeden. De Jahorlytska- en Tendrivskabaai liggen langs de trekroute van de met uitsterven bedreigde dunbekwulp (Numenius tenuirostris), die hier voorheen als passant in het najaar werd gezien. Er zijn geen recente waarnemingen bekend van de dunbekwulp in dit gebied, maar de twee baaien gelden nog wel als belangrijke beschermingszone voor de soort.

## Afbeeldingen

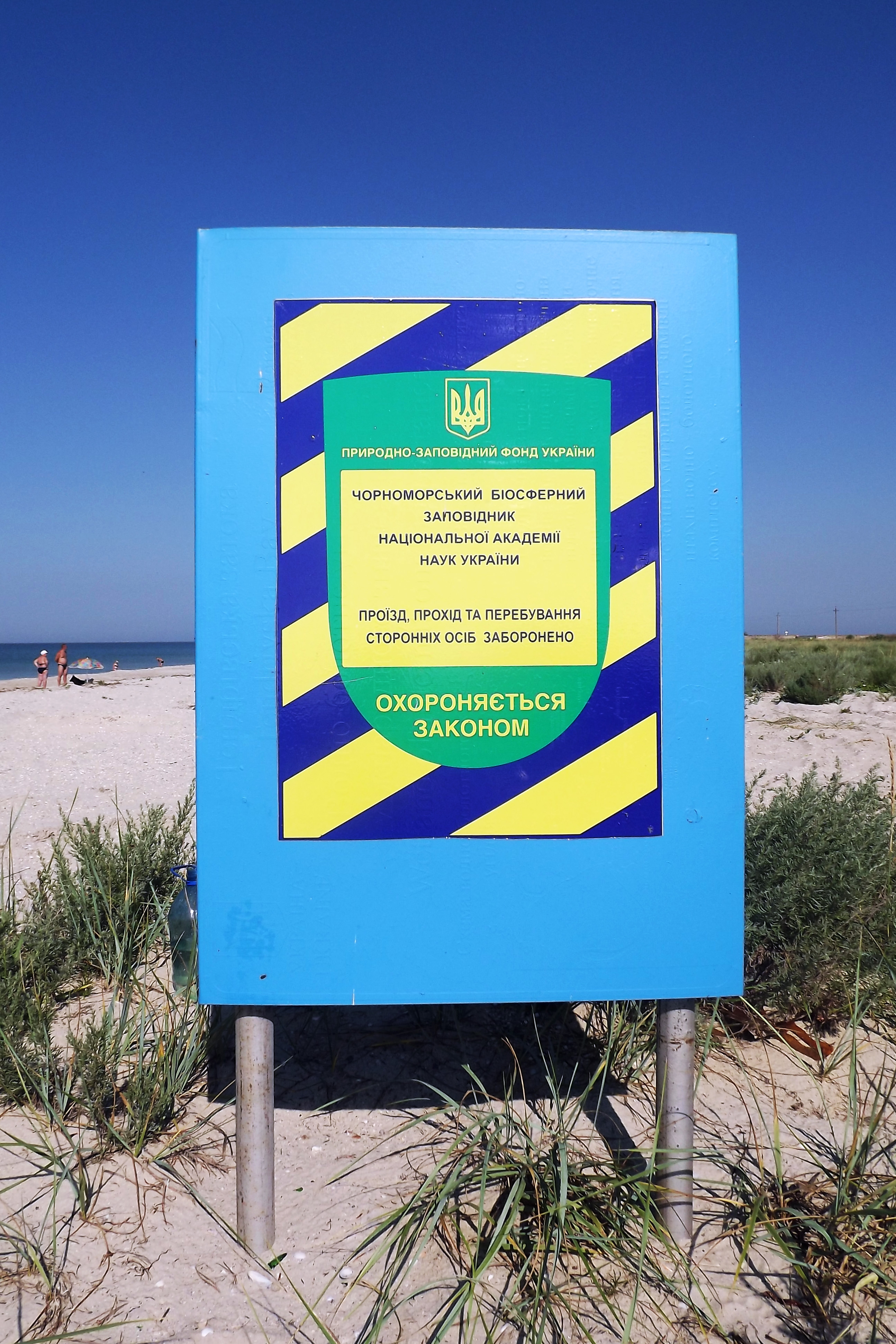
Bord van het Biosfeerreservaat Zwarte Zee.
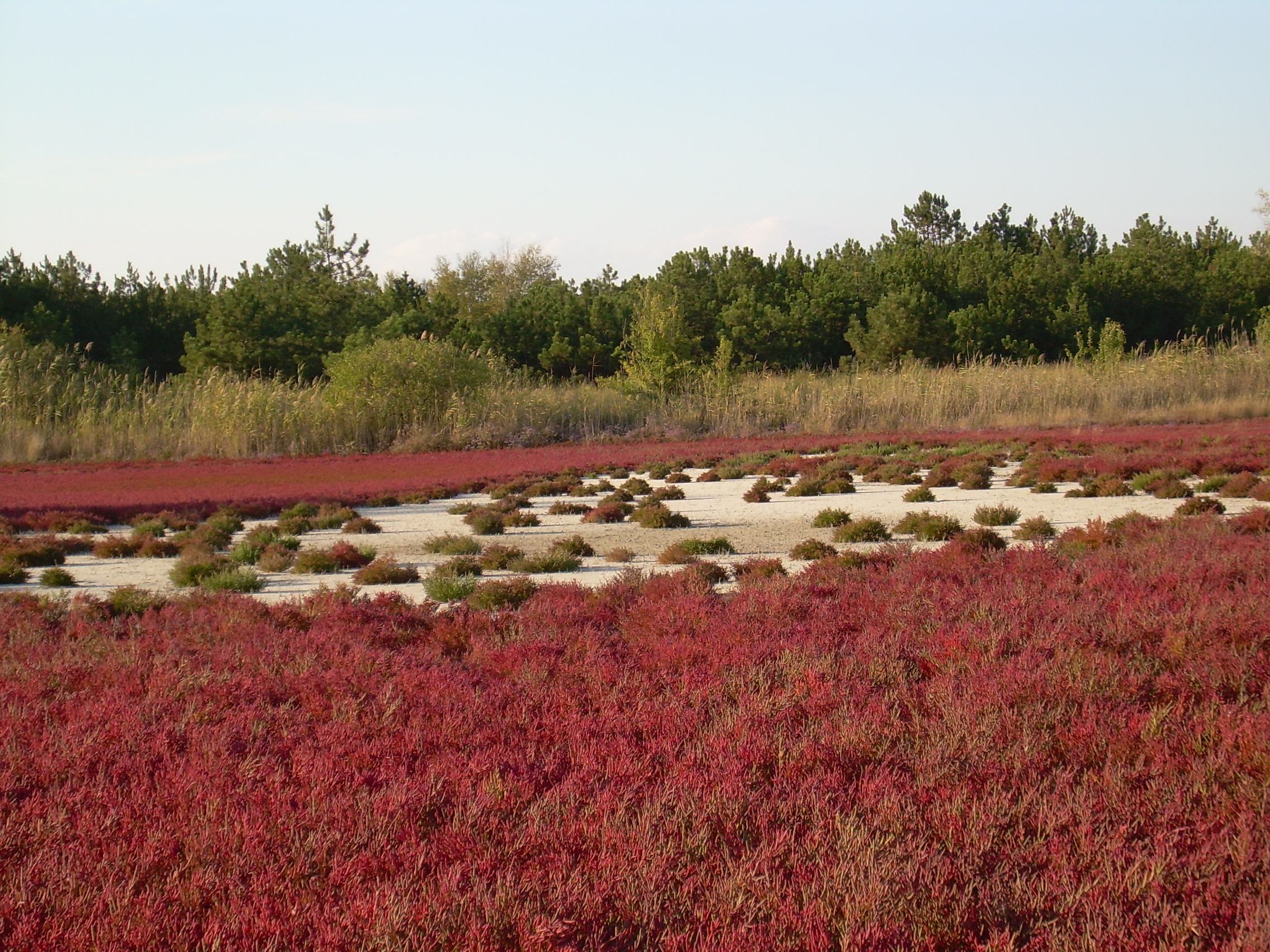
Vegetatie in de Jahorlytskabaai.
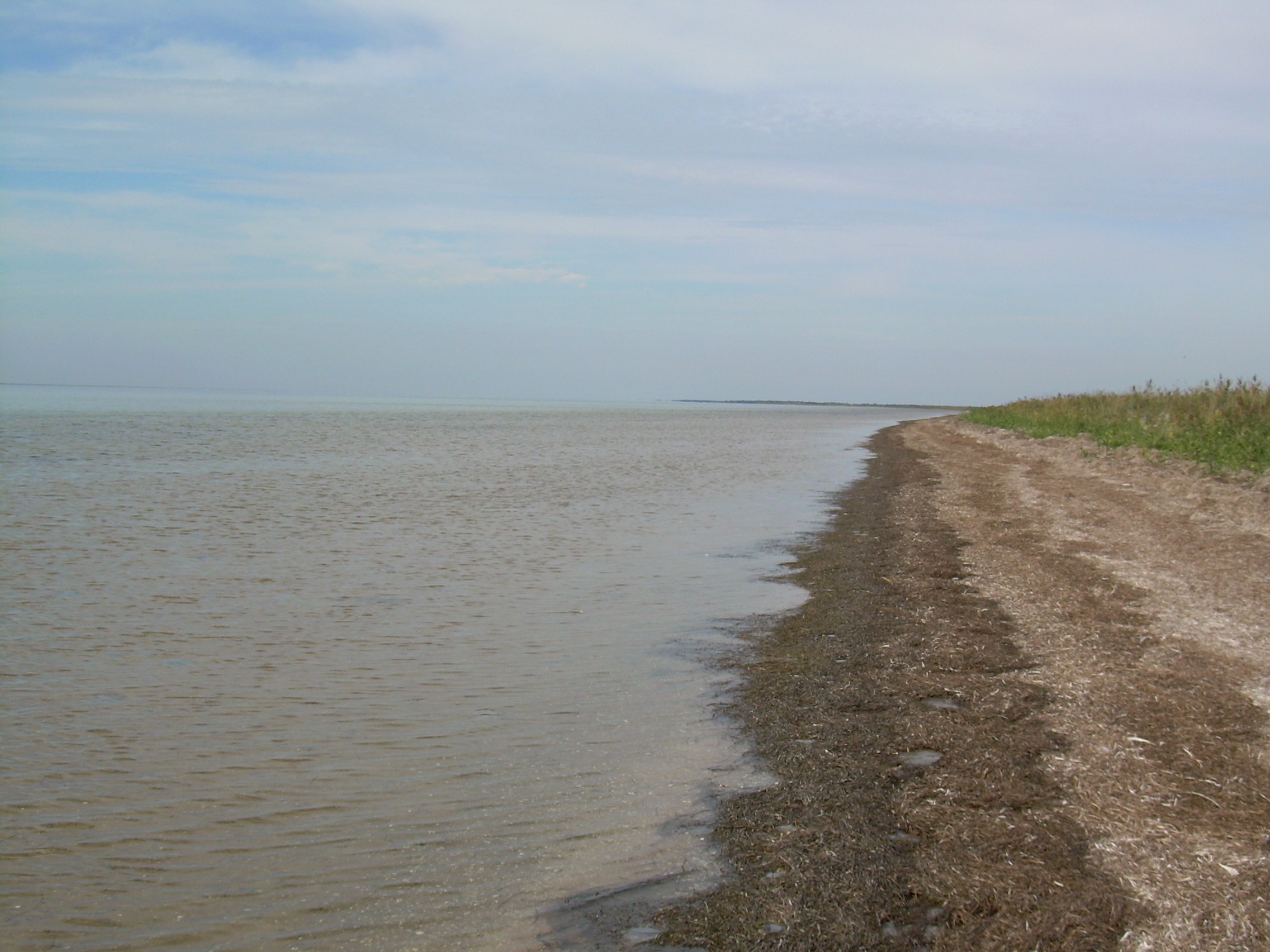
Kustlijn in de Jahorlytskabaai.
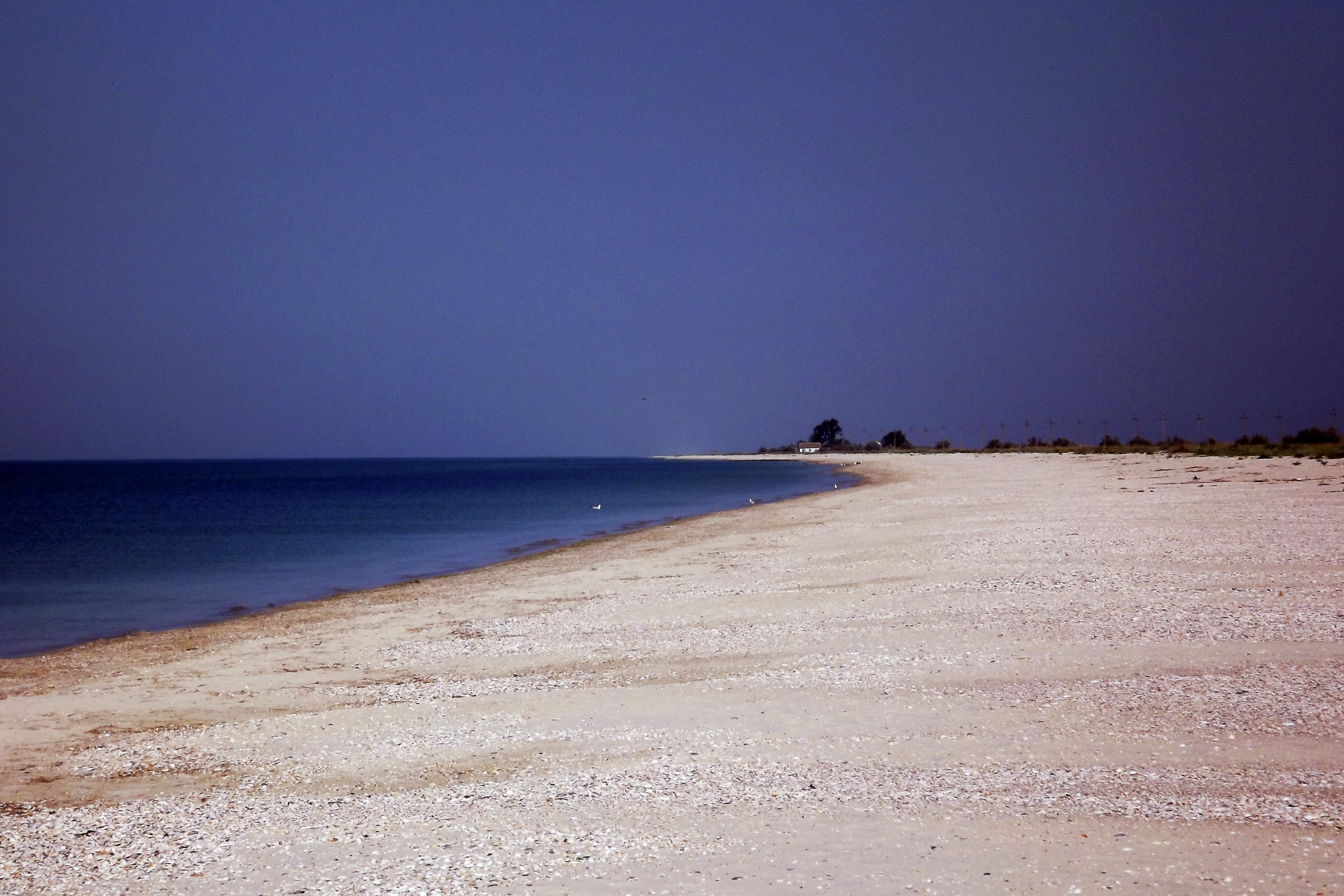
Strand ter hoogte van het Biosfeerreservaat Zwarte Zee.
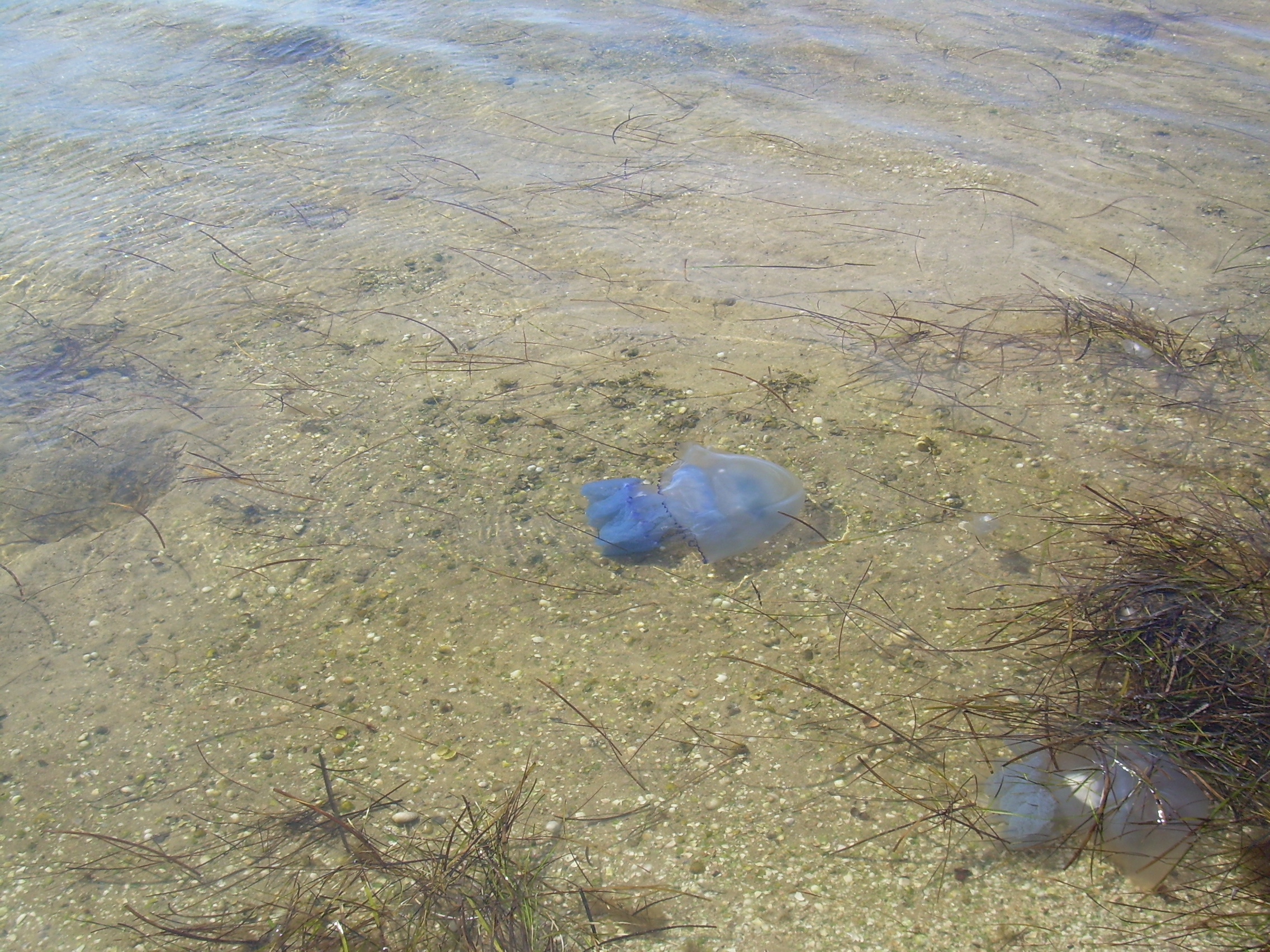
Kwal in het Biosfeerreservaat Zwarte Zee.

...
Askania-Nova · 
Doenajsky · 
Gorgani · 
Karpaten · 
Loehansky · 
Medobory · 
Oekraïense Steppe · 
Tsjernobyl · 
Zwarte Zee
...